# Джордано, Домициана
Домициа́на Джорда́но (итал. Domiziana Giordano; род. 4 сентября 1959, Италия, Рим) — итальянская киноактриса, ассистент режиссёра, фотограф, поэтесса и автор статей по истории искусствоведения.

## Биография
Домициана Джордано родилась 4 сентября 1959 года в Риме в семье художников и архитекторов. У неё есть сестра Франческа. Домициана с детства увлекалась изобразительным искусством. Сначала она изучала архитектуру, однако позднее решила полностью перейти на живопись и кинематограф. После окончания Академии драматического искусства в Риме, Джордано переехала в Нью-Йорк и обучалась в New York Film Academy на режиссёрском факультете.
Джордано начала карьеру как ассистент режиссёра в театральных постановках. В 1982 она впервые выступила как актриса, появившись в эпизоде фильма «Мои друзья 2». В следующем году исполнила главную женскую роль в драме Андрея Тарковского «Ностальгия». В 1986 году получила премию фестиваля «Fantasporto» за игру в фильме «Зина», где перевоплотилась в Зину Бронштейн. В США стала популярной благодаря роли вампира Мадлен в картине Нила Джордана «Интервью с вампиром: Хроника жизни вампира». 
Кроме участия в фильмах и спектаклях, Джордано пишет стихи и увлекается фотографией. В 2002 году на Встречах в Арле она была номинирована на премию за лучшую фотографию. Сотрудничает с Интернет-магазином «Nova».

## Награды и номинации
| Год  | Награда                         | Категория                      | Результат |
| ---- | ------------------------------- | ------------------------------ | --------- |
| 1997 | Фестиваль Fantasporto 1986 года | Лучшая актриса за фильм «Зина» | Победа    |
| 2002 | Встречи в Арле                  | Лучшая фотография              | Номинация |

## Фильмография
| Год  |    | Русское название                | Оригинальное название                              | Роль             |
| ---- | -- | ------------------------------- | -------------------------------------------------- | ---------------- |
| 1982 | ф  | Мои друзья 2                    | Amici miei atto II                                 | Ноеми            |
| 1983 | ф  | Ностальгия                      | Nostalghia                                         | Эуджения         |
| 1984 | ф  | За жалюзи                       | Bakom jalusin                                      | Хелена Азин      |
| 1986 | ф  | Зина                            | Zina                                               | Зина             |
| 1987 | ф  | Странная жизнь                  | Strana la vita                                     | Сильвия          |
| 1989 | ф  |                                 | Normality                                          | Люция            |
| 1990 | тф |                                 | Eleonora Pimentel                                  | Элеонора         |
| 1990 | ф  | Новая волна                     | Nouvelle vague                                     | Елена            |
| 1991 | ф  |                                 | Gioco perverso                                     |                  |
| 1993 | с  | Хроники молодого Индианы Джонса | The Young Indiana Jones Chronicles                 | Мата Хари        |
| 1994 | ф  | Интервью с вампиром             | Interview with the Vampire: The Vampire Chronicles | Мадлен           |
| 1994 | ф  | Марио и волшебник               | Mario und der Zauberer                             | Принципесса      |
| 1995 | ф  |                                 | La famiglia Ricordi                                |                  |
| 1995 | тф | Обман                           | Machinations                                       | Элизабет Стадлер |
| 1997 | с  |                                 | Finalmente soli                                    | Ирэн             |
| 2000 | ф  | Закон противоположностей        | Canone inverso - making love                       | баронесса Блау   |
| 2003 | ф  | Рецепты Антонии                 | Il quaderno della spesa                            | Армида           |